# Asesinato de Aldo Garrido
Aldo Roberto Garrido (15 de marzo de 1947 - 17 de febrero de 2009) fue un teniente de la policía bonaerense que trabajó 31 años en esta fuerza, los últimos 27 en la zona de San Isidro hasta su muerte el 17 de febrero de 2009. Luego de su muerte fue ascendido a Capitán por orden del entonces jefe de la Policía Bonaerense, Daniel Salcedo.

## Biografía
Aldo Garrido nació en el interior de la provincia de Tucumán en 1947. A la edad de 14 años viajó a Buenos Aires para ingresar a la Marina, sin embargo decidió alistarse a la policía bonaerense, luego de 4 años de servicio fue trasladado a la zona céntrica de la ciudad de San Isidro.
Durante sus 27 años en esa zona conoció a los comerciantes y vecinos del lugar, dialogaba con ellos, les daba consejos, etc. Por lo tanto se convirtió en una figura típica de la zona y amigo de varios vecinos. A principios del 2009 le comunican que ya podía jubilarse pero le pide a un juez que no lo retiraran pues quería seguir cuidando la seguridad de los vecinos. Finalmente el día 16 de febrero decidieron no retirarlo ya que consideraban que era muy querido y útil en la zona.

## Asesinato
En la mañana del 17 de febrero de 2009 Garrido empieza su recorrida a pie por la calle Belgrano, continuando por una de sus transversales. Cerca de las 9 de la mañana notó movimientos extraños en el local de la cadena de ropa Kevingston, en Chacabuco 361. 
Al entrar los asaltantes (que era una pareja de un hombre y una mujer) forcejearon con Garrido y lograron sacarle el arma y dispararle 4 tiros en la espalda. Luego de darle muerte se dieron a la fuga.

### Repercusiones
En los medios de comunicación la noticia hablaba simplemente del asesinato de un policía en San Isidro, cuando retiraron el cuerpo sin vida de Garrido, vecinos y comerciantes hicieron un multitudinario aplauso que llamó la atención de los periodistas. Luego la mayoría de los locales de la zona comenzaron a cerrar por duelo. Los vecinos relataron qué significaba Aldo Garrido en la zona.
"Desde que soy chiquita él estaba aquí. No había una sola vez que no saludara, todo el mundo lo amaba, es una pérdida de verdad", contó una vecina esa mañana mientras repartía cintas.
"Fue un homicidio brutal, salvaje, cobarde y a sangre fría", aseguró el jefe de la policía bonaerense, Daniel Salcedo. 
"Fue un policía ejemplar", dijo el Gobernador de Buenos Aires, Daniel Scioli.
A las 17:00 horas se realizó una misa multitudinaria en memoria del policía en la Catedral de San Isidro. Por la tarde la Municipalidad, el Consejo Deliberante y la Cámara de Comercio e Industria de San Isidro sacaron comunicados de prensa repudiando lo ocurrido y elogiando a Garrido.
Durante la tarde múltiples ofrendas florales fueron colocadas frente al local de Kevingston. El florista de la zona no los cobraba. "Si son para Garrido yo no cobro. No voy a lucrar con este dolor. Para mí es como si se hubiera muerto un hermano", declaró el comerciante, de nombre Roque, al diario Clarín.
El miércoles 18 de febrero la policía detuvo a los asesinos en Pablo Podestá, Partido de Tres de Febrero, donde encontraron el arma de Garrido. Ese mismo día se realizó el entierro con la presencia de familiares, compañeros, amigos y vecinos en el Cementerio de San Isidro.

### Detención de los asesinos de Garrido
Tras una intensa búsqueda e investigación policial, ubicaron a los autores del hecho en el Partido de Tres de Febrero. En el local los asesinos del Teniente Garrido dejaron un llavero con la foto de su hijo, vestido con el uniforme de la escuela, y un boleto de colectivo. Estos elementos fueron claves para la resolución del caso. Cabe destacar que en la vivienda de los delincuentes la Policía Bonaerense halló varias armas de fuego. En junio de 2009, tras un breve juicio, la pareja de malvivientes fue condenada a prisión perpetua.

### Homenajes
La Municipalidad de San Isidro decidió imponer al tramo de la calle Chacabuco del nº 300 al 400, el nombre "Pasaje Capitán Aldo Roberto Garrido".
El 17 de febrero de 2010 a las 19 horas el Obispo de San Isidro, Monseñor Jorge Casaretto oficializó una misa que se celebró en la Catedral, ubicada frente a la plaza Mitre, en Av. del Libertador y Padre Pedro Menini. Luego a las 20, el intendente de San Isidro, Gustavo Posse, presidió la ceremonia en la que se presentó un busto de Aldo Garrido construido con la recolección simbólica de llaves y piezas de bronce aportados por familias del partido en honor al policía tan querido por la sociedad Sanisidrense. El busto está ubicado en las calles Pasaje Capitán Aldo Garrido (ex Chacabuco) y Belgrano.
Después de haberse descubierto el busto, fue presentado un * documental sobre la víctima
, que fue hecho por Martín García Roldán, director de televisión y vecino de la zona.
Las 2000 personas que se acercaron para estar presente en el homenaje no dejaron de aplaudir cada vez que la imagen mostraba a Garrido. Los aplausos mayores fueron cuando el documental repasó el juicio que condenó a prisión perpetua a los dos acusados.
La inscripción en el busto dice:
Cap. ALDO R. GARRIDO
CAIDO EN CUMPLIMIENTO DEL DEBER
17 - 2 - 2009